# Austrolimnophila (Austrolimnophila) griseiceps
Austrolimnophila (Austrolimnophila) griseiceps is een tweevleugelige uit de familie steltmuggen (Limoniidae). De soort komt voor in het Afrotropisch gebied.